# Стрелино
Стрелино — деревня в Московской области России. Входит в городской округ Солнечногорск. Население — 238 чел. (2010).

## География
Деревня расположена на северо-западе Московской области, в северо-западной части округа, примерно в 4 км к западу от центра города Солнечногорска, с которым связана прямым автобусным сообщением, на правом берегу реки Истры, рядом с Пятницким шоссе Р111. К деревне приписано садоводческое товарищество. Ближайшие сельские населённые пункты — деревни Квашнино, Ожогино, Субботино и Турицино.

## История
В середине XIX века сельцо Стрелино 1-го стана Клинского уезда Московской губернии принадлежала статскому советнику Ивану Фёдоровичу Гильдебранту, в нём было 18 дворов, крестьян 52 души мужского пола и 60 душ женского.
В «Списке населённых мест» 1862 года — владельческая деревня Клинского уезда по правую сторону Санкт-Петербурго-Московского шоссе, в 22 верстах от уездного города и 3 верстах от становой квартиры, при колодцах, с 12 дворами и 135 жителями (56 мужчин, 79 женщин).
По данным на 1899 год — деревня Солнечногорской волости Клинского уезда с 133 душами населения.
В 1913 году — 24 двора.
По материалам Всесоюзной переписи населения 1926 года — центр Стрелинского сельсовета Солнечногорской волости Клинского уезда в 1,1 км от Пятницкого шоссе и 4,3 км от станции Подсолнечная Октябрьской железной дороги, проживало 188 жителей (88 мужчин, 100 женщин), насчитывалось 38 хозяйств, среди которых 33 крестьянских.
С 1929 года — населённый пункт в составе Солнечногорского района Московского округа Московской области. Постановлением ЦИК и СНК от 23 июля 1930 года округа как административно-территориальные единицы были ликвидированы.
С 1994 до 2006 гг. деревня входила в Обуховский сельский округ Солнечногорского района.
С 2005 до 2019 гг. деревня включалась в Кривцовское сельское поселение Солнечногорского муниципального района.
С 2019 года деревня входит в городской округ Солнечногорск, в рамках администрации которого относится с территориальному управлению Кривцовское.

## Население
| 1852 | 1859 | 1890 | 1899 | 1926 | 1932 | 1966 |
| ---- | ---- | ---- | ---- | ---- | ---- | ---- |
| 112  | ↗135 | ↗237 | ↘133 | ↗188 | ↗195 | ↗211 |
| 1998 | 2002 | 2010 |      |      |      |      |
| ↗280 | ↘222 | ↗238 |      |      |      |      |